# 普布里烏斯·埃利烏斯·哈德良努斯·阿菲爾
普布里烏斯·埃利烏斯·哈德良努斯·阿菲爾（Publius Aelius Hadrianus Afer）是西元一世紀時羅馬元老院的成員，皇帝哈德良的父親。

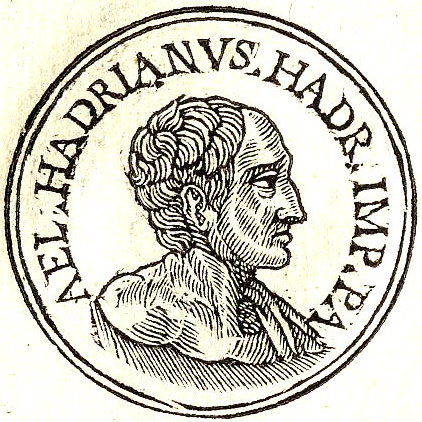
哈德良努斯·阿菲爾像

他的父親是埃利烏斯·哈德良努斯·馬盧利努斯，母親是特拉亞努斯的姊妹烏爾皮婭，因此哈德良努斯·阿菲爾和皇帝圖拉真是表兄弟。他的妻子名為多米提雅·保琳娜（Domitia Paulina），他們有一子一女：小保琳娜和哈德良。